# 池本義夫
池本 義夫（いけもと よしお、1900年6月30日 - 1990年2月12日）は、日本の物理学教師。
和歌山県出身。1920年和歌山県師範学校卒業、1925年東京高等師範学校理科第二部卒業、同校助手兼訓導。1929年同教授。1951年東京教育大学教授。1964年定年退官、名誉教授、実践女子大学教授（- 1971年）、1966年実践女子学園中学校・高等学校校長（- 1981年）。1971年勲三等旭日中綬章受勲。1981年実践女子学園顧問。

## 著書
- 『新制物理学』昇龍堂書店, 1948
- 『詳解物理学』昇龍堂書店, 1951
- 『簡約物理学』 (簡約シリーズ) 昇龍堂書店, 1951
- 『中学理科問題集 第1学年用』編. 明善社, 1951.5
- 『物理 基礎から完成へ』千代田書房, 1956
- 『物理計算問題の新研究』洛陽社, 1957 2版
- 『テーブル式物理便覧』評論社, 1958
- 『精説物理』千代田書房, 1958
- 『解明物理』 (シグマ・ベスト) 文英堂, 1965.1
- 『物理計算問題の新研究 徹底演習 全訂版』洛陽社, 1965.10
- 『物理実験事典 増訂版』編. 講談社, 1968

### 共著・監修
- 『物理物語』水野國太郎共著. 革新社, 1947
- 『教科書解説中学理科 実験観察と学習の整理 新指導要領準拠 2-3』印東弘玄共監修. 清水書院, 1959.11
- 『小学生力の算数5000題 全訂新版』12版 (力の学習シリーズ) 監修, 日本小学教育研究会算数部会 編. 教学研究社, 1961.3
- 『物理 問題解法の技術』 受験コース』第31版 (技術・技法シリーズ) 大石育治,佐々木貞造共編著. 研数書院, 1961.4
- 『物理総合テスト7週間 エスカレーター式』霜田輝智共著. 洛陽社, 1962.7
- 『家庭機械』池本義夫 等著. 建帛社, 1963
- 『技法物理 問題点の追求』佐々木貞造, 梅本徳次郎 共著. 研数書院, 1964.10
- 『問題解法の技術基礎物理 学習コース』改訂新版 (技術シリーズ) 佐々木貞造, 梅本徳次郎共編著. 研数書院, 1970
- 『盲点誘導物理の総整理 全訂版』堀田昌邦 共著. 洛陽社, 1976.11